# Tätort
Een tätort (meervoud: tätorter) is volgens het Zweeds Bureau voor Statistiek (Statistiska centralbyrån) een nederzetting met meer dan 200 bewoners en met hoogstens 200 meter tussen de gebouwen. Deze  tätorter  zijn geografische gebieden met dynamische grenzen. Het aantal en de grenzen veranderen dan ook mettertijd.
In 2005 woonden 7.632.000 personen in tätorter, wat neerkomt op 84% van de bevolking. De overige 16% woont in landelijk gebied.
Plaatsen met minder dan 200 inwoners kunnen worden ingedeeld in småorter.
De statistische definitie van een stedelijk gebied komt vrijwel overeen met het Noorse tettsted.